# Stéphanie Frappart
Stéphanie Frappart (1983. december 14. –) francia nemzetközi labdarúgó-játékvezető. Az első nő, aki férfi világbajnokságon mérkőzést vezethet, 2022-ben, Katarban.

## Pályafutása
A Val d'Oise női csapatban mintegy 14 évet játszott. Döntenie kellett, hogy játszik vagy mérkőzést vezet. A játékvezetés mellett döntött.
A FFF Játékvezető Bizottságának (JB) minősítésével a Ligue 2, majd a Ligue 1 játékvezetője. Küldési gyakorlat szerint rendszeres 4. bírói, alapvonal bírói tevékenységet is végez. A nemzeti női labdarúgó bajnokságban kiemelkedően foglalkoztatott bíró. Ligue 2 mérkőzéseinek száma: 12 (2015. 02.).
A Francia labdarúgó-szövetség JB terjesztette fel nemzetközi játékvezetőnek, az UEFA JB tagja, a Nemzetközi Labdarúgó-szövetség (FIFA) 2009-től tartja nyilván női bírói keretében. A FIFA JB központi nyelvei közül a franciát beszéli. Több nemzetek közötti válogatott (Női labdarúgó-világbajnokság, Algarve-kupa), valamint klubmérkőzést vezetett, vagy működő társának 4. bíróként segített.
A FIFA 2015 márciusában nyilvánosságra hozta annak a 29 játékvezetőnek (22 közreműködő valamint 7 tartalék, illetve 4. bíró) és 44 asszisztensnek a nevét, akik közreműködhettek Kanadában a 2015-ös női labdarúgó-világbajnokságon. A 9 európai játékvezető hölgy között szerepel a listán. A kijelölt játékvezetők és asszisztensek 2015. június 26-án Zürichben, majd két héttel a világtorna előtt Vancouverben vettek rész továbbképzésen, egyben végrehajtották a szokásos elméleti és fizikai Cooper-tesztet. Selejtező mérkőzéseket az UEFA zónában vezetett. 
2019. augusztus 2-án az UEFA őt bízta meg a mérkőzés vezetésével. Ezzel először fordult elő a sportág történetében, hogy az UEFA által felügyelt férfi versenysorozatok egyikében női játékvezető fújta a sípot. Frappart 2009-től működött közre nemzetközi eseményeken. Ő vezette a 2019-es női labdarúgó-világbajnokság döntőjét is, de közreműködött a 2016-os olimpián és a 2017-es női labdarúgó-Európa-bajnokságon is. 2019 áprilisában első nőként vezetett mérkőzést a francia férfi első osztályban.
| Időpont              | Helyszín                                   | Mérkőzés típusa                     | Mérkőzés                   | Eredmény | Nézők száma |
| -------------------- | ------------------------------------------ | ----------------------------------- | -------------------------- | -------- | ----------- |
| 2013. szeptember 26. | NTC Szenc Stadion, Szenc                   | (2015 vb) előselejtező (1. csoport) | Szlovákia–Szlovénia        | 1 – 3    | 262         |
| 2013. október 26.    | Den Stadion, London                        | (2015 vb) előselejtező (6. csoport) | Anglia–Wales               | 2 – 0    | 5764        |
| 2014. április 10.    | Bilino Stadion, Zenica                     | (2015 vb) előselejtező (4. csoport) | Bosznia-Hercegovina–Skócia | 1 – 3    | 100         |
| 2014. május 8.       | Városi Stadion, Vejle                      | (2015 vb) előselejtező (3. csoport) | Dánia–Szerbia              | 3 – 1    | 726         |
| 2014. augusztus 21.  | Kazimierz Deyna Stadion, Starogard Gdański | (2015 vb) előselejtező (4. csoport) | Lengyelország–Svédország   | 0 – 4    | 1500        |
| 2014. szeptember 17. | Városi Stadion, Písek                      | (2015 vb) előselejtező (2. csoport) | Csehország–Spanyolország   | 0 – 1    | 465         |
| 2015. június 12.     | Investors Group Field Stadion, Winnipeg    | csoportmérkőzés (D. csoport)        | Ausztrália–Nigéria         | 2 – 0    | 32 716      |
| 2015. június 22.     | Commonwealth Stadion, Edmonton             | egyik nyolcaddöntő                  | Egyesült Államok–Kolumbia  | 2 – 0    | 19 412      |

A 2016. évi nyári olimpiai játékokon a FIFA JB bírói szolgálatra jelölte. Az olimpiai labdarúgó torna legfiatalabb bírója.
| Időpont            | Helyszín                      | Mérkőzés típusa              | Mérkőzés                                                | Eredmény | Nézők száma |
| ------------------ | ----------------------------- | ---------------------------- | ------------------------------------------------------- | -------- | ----------- |
| 2016. augusztus 3. | Arena de São Paulo, São Paulo | csoportmérkőzés (F. csoport) | Kanada–Ausztrál női labdarúgó-válogatott                | 2 – 0    | 20 521      |
| 2016. augusztus 9. | Arena da Amazônia, Manaus     | csoportmérkőzés (E. csoport) | Dél-afrikai Köztársaság–Brazil női labdarúgó-válogatott | 0 – 0    | 38 415      |

A 2015-ös Algarve-kupa labdarúgó tornán a FIFA JB játékvezetőként vette igénybe szolgálatát. A labdarúgó torna a 2015-ös női labdarúgó-világbajnokság főpróbája volt.
| Időpont          | Helyszín                  | Mérkőzés típusa           | Mérkőzés      | Eredmény |
| ---------------- | ------------------------- | ------------------------- | ------------- | -------- |
| 2015. március 4. | Városi Stadion, Albufeira | előselejtező (A. csoport) | Brazília–Kína | 0 – 0    |